# Antoniuskirche (Rietz)

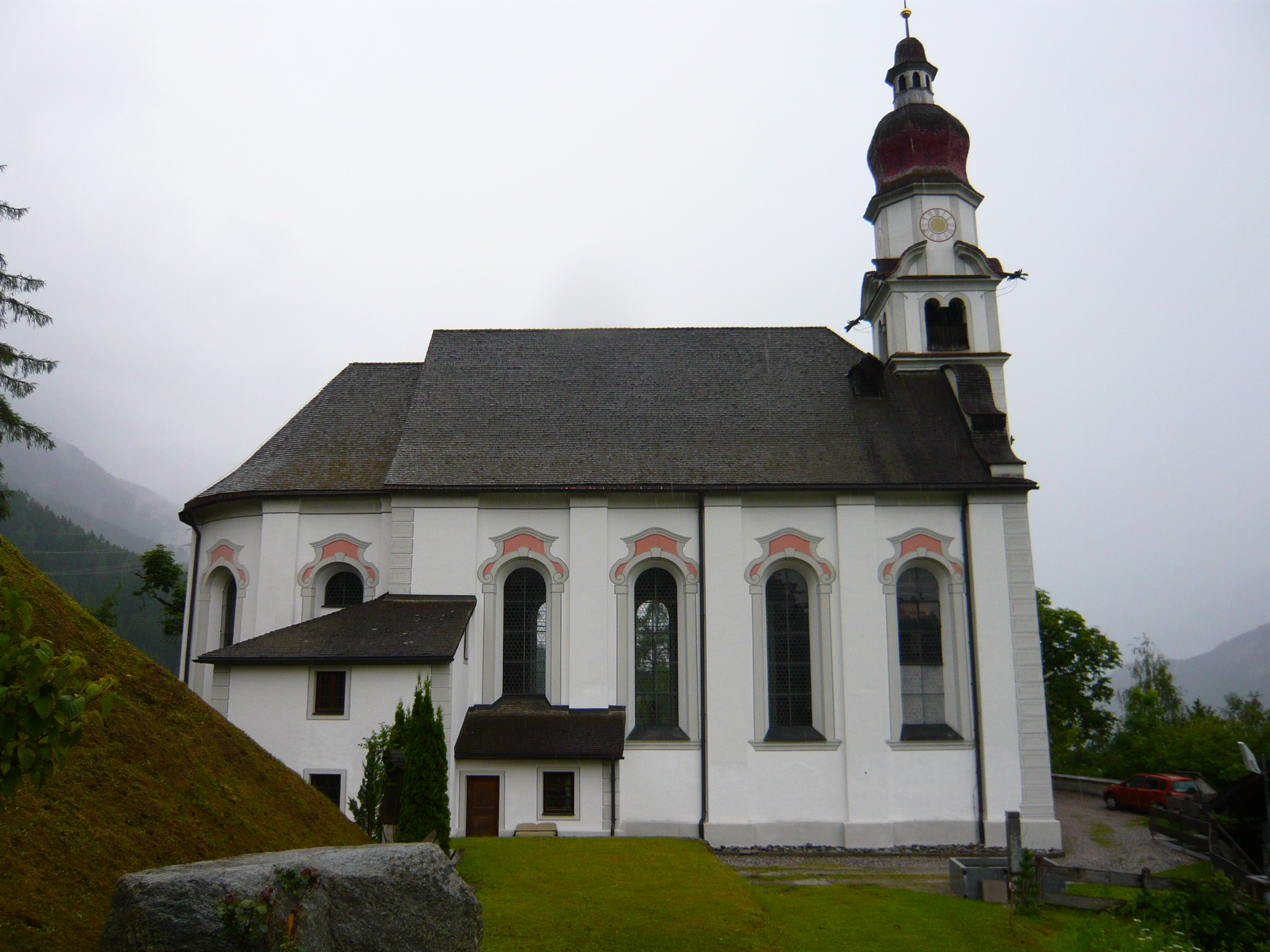
Die Antoniuskirche von Osten

Die Wallfahrtskirche zum hl. Antonius von Padua steht weithin sichtbar auf einem Hügel in der Gemeinde Rietz im Bezirk Imst in Tirol. Die der Unbefleckten Empfängnis und dem Heiligen Antonius von Padua geweihte römisch-katholische Wallfahrtskirche gehört zum Dekanat Telfs in der Diözese Innsbruck. Die Kirche steht unter  Denkmalschutz (Listeneintrag).

## Geschichte
In der zweiten Hälfte des 17. Jahrhunderts verbreitete sich die Verehrung des hl. Antonius von Padua in Tirol. 1666 ließ der gebürtige Rietzer Peter Grasmayr auf dem Scheibenbichl bei Rietz auf eigene Kosten ein Kirchlein mit einem Altar zu Ehren des hl. Antonius errichten. 1757 wurde es durch den heutigen Barockbau, der 1761 der Unbefleckten Empfängnis und dem hl. Antonius von Padua geweiht wurde, nach Plänen von Johann Michael Umhauser ersetzt.
1697 wurde an der Kirche ein Frühmessbenefizium eingerichtet und ein Widum erbaut. Im 18. Jahrhundert lebte ein Einsiedler bei der Kirche. 1947 wurde der Turm durch einen Brand zerstört und anschließend in der alten Form wieder aufgebaut.

## Beschreibung

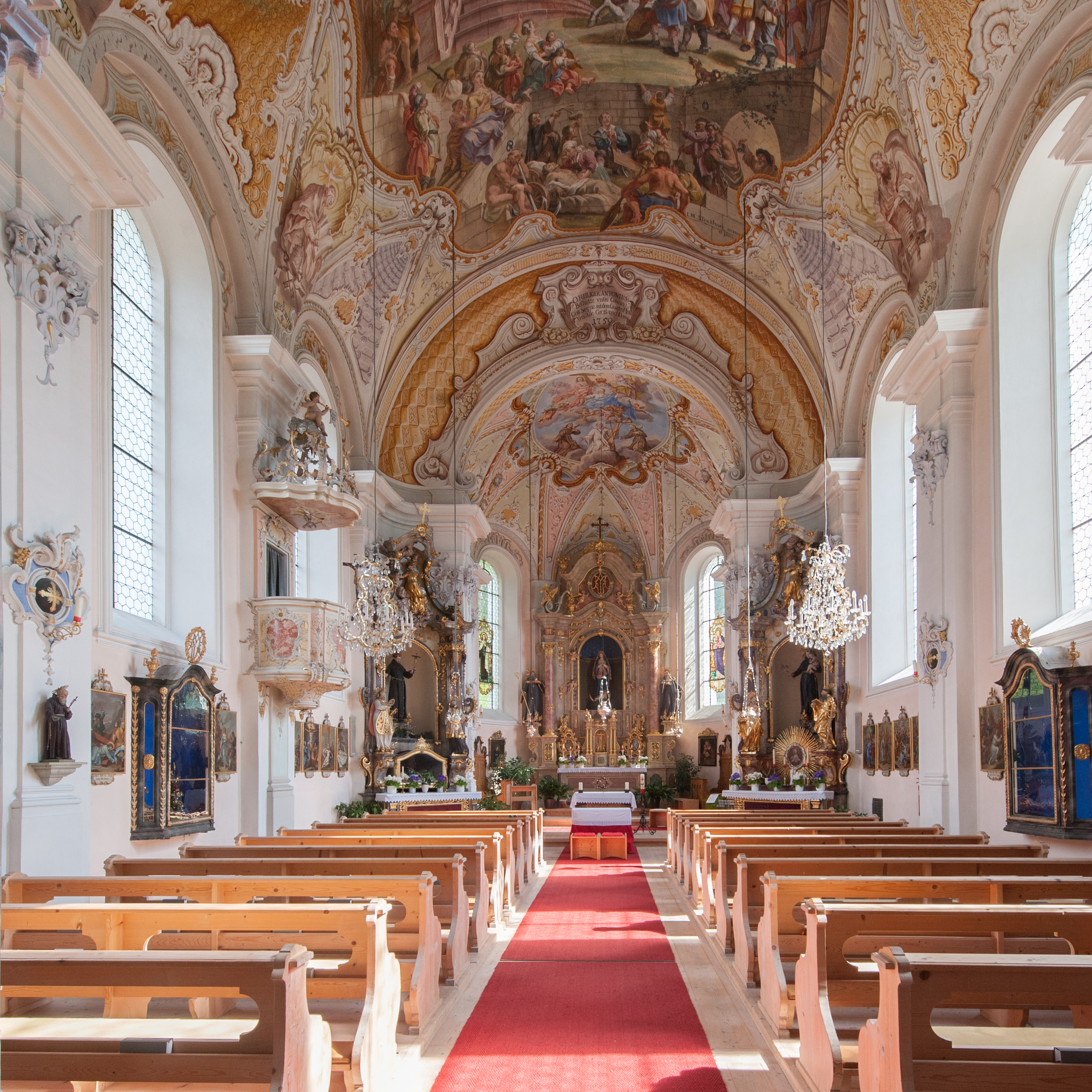
Langhaus und Chor

Die Hauptfassade mit Dreieckgiebel und Pilasterrahmung ist nach Norden zum Tal gerichtet. Teilweise in die Fassade eingestellt ist der schlanke Turm mit rundbogigen Zwillingsfenstern im Glockengeschoß und Zwiebelhelm mit aufgesetzter Laterne. Das Langhaus ist durch kräftige Lisenen gegliedert.
Der Innenraum besteht aus einem vierjochigen Langhaus und einem einjochigen Chor, die durch einen eingezogenen Triumphbogen voneinander getrennt sind. Der Raum weist ein Tonnengewölbe mit Stichkappen auf Pilastern mit Rokokokapitellen auf. Die zweigeschoßige Nordempore ruht auf Säulen, ihre Brüstung ist mit Rokokostuck verziert.
Die Deckenmalereien wurden 1757 von Johann Michael Strickner geschaffen. Sie zeigen im Kirchenschiff das Eselswunder des hl. Antonius, über der Empore den hl. Antonius, in den Gewölbezwickeln die Antoniuslegende und die vier lateinischen Kirchenväter Ambrosius, Hieronymus, Augustinus, Gregor und im Chorgewölbe die Muttergottes und die hl. Antonius, Bernhard und Franziskus.
Der Hochaltar stammt aus dem 19. Jahrhundert, die Seitenaltäre stammen aus dem 18. Jahrhundert. Am rechten Seitenaltar befindet sich die Gnadenstatue des hl. Antonius zwischen den von Johann Reindl geschaffenen Statuen der hll. Petrus und Paulus. Die Kanzel ist mit 1761 bezeichnet. Die Fenster wurden um 1912/14 von der Tiroler Glasmalerei und Mosaik Anstalt geschaffen.

## Orgel

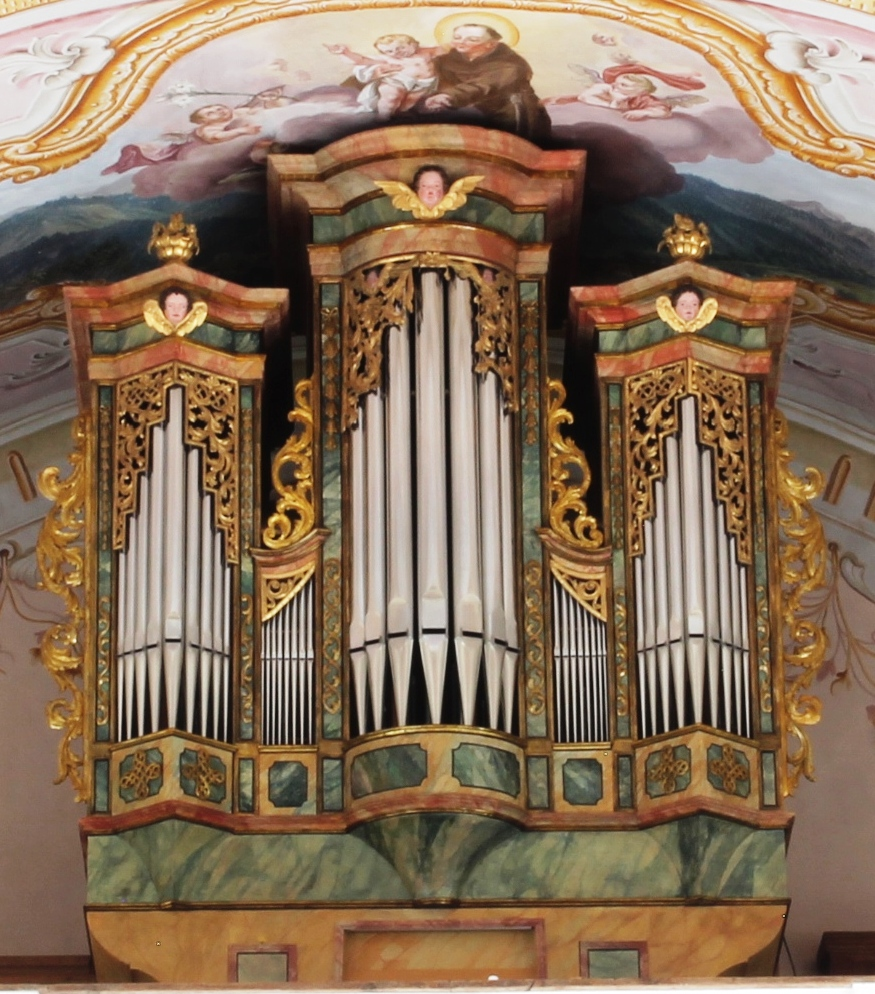
Jäger (1739) / Weber (1871) -Orgel

Das bestehende, aus verschiedenen Bauphasen stammende und daher uneinheitliche Instrument schuf Franz Weber, es wurde 2020 von Orgelbau Linder in diesem Zustand restauriert. Franz Weber hatte die Orgel aus gebrauchten Teilen zusammengefügt, ergänzt und 1871 vollendet. Er verwendete dafür das barocke Gehäuse, die Manualwindlade, die Klaviatur, das Wellenbrett und das Regierwerk der Orgel der Neuen Pfarrkirche in Fließ, die allerdings vorher in der Alten Pfarrkirche Fließ gestanden hatte, wo sie 1739 von Andreas Jäger geschaffen worden war. Neu fertigte Franz Weber die Windversorgung sowie eine Pedallade samt Traktur. Den Tonumfang erweitert er mit einer Ergänzungslade, als Pfeifenmaterial verwendet er gebrauchte Register unterschiedlicher Herkunft.
Disposition
| Manual: (Kurze Oktave: C–f3) |          |
| Prinzipal                    | 8'       |
| Copl                         | 8'       |
| Viola                        | 8'       |
| Fivere                       | 8' ab c1 |
| Oktav                        | 4'       |
| Flöte                        | 4'       |
| Quint                        | 3'       |
| Superoktav                   | 2'       |
| Mixtur III-IV                | 1/3'     |

| Pedal: (18 Tasten, CDEFGA–a0) |     |
| Supass                        | 16' |
| Oktavpass                     | 8'  |
| Quintpass                     | 6'  |
| Possuno                       | 8'  |
| Pedal immer gekoppelt         |     |

Anmerkungen
1. ↑  offen, unterschwebend

### Technische Daten
- Traktur:
  - Tontraktur: Mechanisch
  - Registertraktur: Mechanisch
- Stimmtonhöhe:
  - a1 = 453,6 Hz bei 15° C